# Aanslag tegen de Koning (Nederland)
Aanslag tegen de Koning of voluit aanslag tegen de Koning, regerende Koningin of de Regent is een delict dat beschreven staat in artikel 92 van het Nederlandse Wetboek van Strafrecht.
De figuur van de 'aanslag' wordt in de Nederlandse strafwet uitsluitend gebruikt om de Nederlandse staat en staatsinrichting bijzondere bescherming te bieden. Het plegen van een aanslag tegen de Koning is dus "een misdrijf tegen de veiligheid van de staat, die in de eerste plaats identiek geacht wordt met de veiligheid van zijn hoofd". Het is een staatsmisdrijf.

## Beschrijving van het delict
In het wetboek wordt het delict omschreven als "de aanslag ondernomen met het oogmerk om de Koning, de regerende Koningin of de Regent van het leven of de vrijheid te beroven of tot regeren ongeschikt te maken". Het begrip aanslag wordt nader gedefinieerd in artikel 79 Wetboek van Strafrecht. Op grond van dit artikel wordt een poging tot het plegen van een aanslag tegen de koning gelijkgesteld met het voltooid delict. Het doel hiervan is om "de Nederlandse staat en zijn staatsinrichting bijzondere bescherming te verlenen." Door de poging gelijk te stellen met het voltooid delict kan de dader zich niet meer beroepen op de strafuitsluitingsgrond vrijwillige terugtred; door het begin van uitvoering is immers aan de delictsomschrijving reeds voldaan. Ook kan de dader geen aanspraak maken op de strafreductie van strafbare poging ex art. 45 Sr, simpelweg omdat artikel 45 niet van toepassing is.

### Delictsbestandsdelen
Met ondernomen wordt niet gedoeld op een vorm van voorbedachte rade. Fokkens sluit dit reeds om wetssystematische redenen uit: indien voorbedachte rade wel een onderdeel van de delictsomschrijving zou zijn, zou dit betekenen dat de Koning minder bescherming toekomt dan een bevriend staatshoofd of de echtgenoot van de Koning. Iets wat de wetgever duidelijk niet bedoeld heeft. Volgens hem duidt het ondernemen daarom op een atypische vorm van een aanslag: niet alleen een aanslag met het oogmerk om de Koning van het leven te beroven is strafbaar, maar ook met het oogmerk de Koning 'tot regeren ongeschikt te maken'. Fokkens zoekt de toevoeging van met het oogmerk ook in de taalkundige hoek, hij merkt op dat het plegen van een "aanslag op des konings geschiktheid tot regeren" al redelijk gekunsteld overkomt. Reeds om die reden zou de wetgever besloten hebben om te spreken van een aanslag met het oogmerk om .... Wel wordt verondersteld dat de opzet van de dader zowel op het 'van het leven, of de vrijheid beroven of tot regeren ongeschikt maken' als ook op de persoon van de Koning (et cetera) gericht zijn.
De aanslag tegen het leven gericht omvat mede doodslag, moord en levensberoving op verzoek. Niet strafbaar onder dit artikel is hulp bij zelfdoding, omdat daar de handeling van de dader niet direct gericht is op het beëindigen van het leven en het gevolg (de dood) niet zeker is. Ook andere misdrijven waarbij de dood een indirect gevolg is vallen niet onder de noemer van het leven beroven.
Met van de vrijheid beroven wordt bedoeld opzettelijke vrijheidsberoving zoals bedoeld in artikel 282 Sr. Het gaat hier om de persoonlijke vrijheid van beweging (en dus niet om geestelijke vrijheid). Het opzettelijk knevelen of boeien valt hier in beginsel niet onder. Het moet gaan om een wederrechtelijke opsluiting: dit kan variëren van de eigen woning die men niet mag verlaten tot een gevangenis. Opmerkelijk is dat het van de vrijheid beroven strafbaar is gesteld en niet het van de vrijheid beroofd houden. Deze laatste variant laat zich echter moeilijk verenigen met de figuur van de aanslag: een poging tot het gevangen houden laat zich moeilijk indenken, omdat op het moment van de poging het slachtoffer vaak nog niet eens gevangengenomen is, een poging zal dus doorgaans betrekking hebben op het gevangennemen.
Onder tot regeren ongeschikt te maken kunnen diverse handelingen geschaard worden, deze handelingen hoeven op zichzelf bezien niet strafbaar te zijn. Het gaat om het gevolg: de lichamelijke of verstandelijke ongeschiktheid of de psychische ongeschiktheid om te regeren. Het geven van verkeerde raad is echter niet strafbaar: dit is eerder een kwestie van verkeerd inzicht dan van ongeschiktheid.
Tot slot moet de aanslag gericht zijn tegen de Koning, de regerende Koningin of de Regent. Indien de dader dus niet wist dat hij zijn misdrijf tegen een dezer personen richtte is hij niet strafbaar op grond van dit delict. Wie Koning is staat in hoofdstuk 2, paragraaf 1 van de Nederlandse Grondwet geregeld. Met de regerende Koningin wordt niet bedoeld de gemalin van een koning, maar slechts de vrouwelijke Koning. Deze toevoeging is gedaan om buiten kijf te stellen dat het artikel ook op een vrouwelijke Koning van toepassing is, maar is juridisch gezien overbodig, omdat overal waar de Grondwet spreekt over Koning ook de Koningin bedoeld is. Tot slot moet het begrip Regent overeenkomstig artikel 37 Grondwet uitgelegd worden: dat is een tijdelijke plaatsvervanger van de Koning, indien deze bijvoorbeeld minderjarig is. Indien de Raad van State op grond van artikel 38 Grondwet het regentschap uitoefent, zijn diens leden echter niet beschermd op basis van het delict.

## Samenspanning
Strafbaar is ook de samenspanning om een aanslag tegen de koning te plegen. Dit is strafbaar gesteld in art. 96 Wetboek van Strafrecht. Van samenspanning is sprake "zodra twee of meer personen overeengekomen zijn om het misdrijf te plegen". Het is daarmee een collectief voorbereidingsdelict omdat altijd meer dan één persoon vereist is. Karakteristiek voor samenspanning is dat het enkele overeenkomen om het misdrijf te plegen reeds het voltooid delict oplevert. Er hoeft nog geen sprake te zijn van een strafbare voorbereiding. Omdat het delict reeds voltooid is door het maken van de afspraak heeft een latere intrekking van de overeenkomst geen gevolg op de strafbaarheid van de dader. Wel moeten de dader overeengekomen zijn om een van de in artikel 92-95a Wetboek van Strafrecht omschreven strafbare feiten te plegen. Indien iemand zich alleen verbindt de samenspanners te helpen, doch zonder dat dit helpen zulk een strafbaar feit oplevert, maakt deze persoon zich niet strafbaar aan samenspanning.